# 1968 год в изобразительном искусстве СССР
1968 год был отмечен рядом событий, оставивших заметный след в истории советского изобразительного искусства.

## События
- В Москве прошли III Всесоюзный съезд художников СССР и II съезд художников РСФСР прошёл в Москве.
- Президентом Академии художеств СССР избран скульптор Николай Томский, возглавлявший Академию до 1983 года.
- В Москве открылся Дом-музей Павла Корина.
- 4 ноября — в Ленинграде на площади перед Военной академией связи им. С. М. Будённого был установлен памятник В. И. Чапаеву, изготовленный в 1933 году. Авторы памятника скульптор Матвей Манизер и архитектор Николай Бровкин (копия памятника Манизера, установленного в Самаре на площади Чапаева в 1932 году к пятнадцатилетию Октябрьской революции).

### Выставки

#### В Москве
- В Москве открылась всесоюзная художественная выставка «50 лет ВЛКСМ». К выставке был издан подробный каталог работ.
- В Москве в Центральном выставочном зале открылась всесоюзная художественная выставка «На страже Родины», посвящённая 50-летию Вооружённых сил СССР. Среди участников выставки были Михаил Авилов, Исаак Бродский, Василий Голубев, Митрофан Греков, Александр Дейнека, Алексей Еремин, Вячеслав Загонек, Борис Корнеев, Ярослав Крестовский, Олег Ломакин, Евгений Мальцев, Евсей Моисеенко, Михаил Натаревич, Дмитрий Обозненко, Иван Савенко, Виктор Тетерин, Михаил Труфанов, Виталий Тюленев, Борис Угаров и другие художники. К выставке был издан подробный каталог работ[1].

#### В Ленинграде

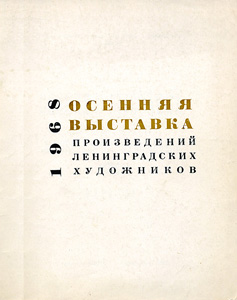
Каталог выставки

- В залах Ленинградского отделения Союза художников РСФСР открылась выставка произведений ленинградских художников «50 лет Советских Вооружённых сил».

- В залах Ленинградского отделения Союза художников РСФСР открылась «Осенняя выставка произведений ленинградских художников» с участием Ивана Абрамова, Петра Альберти, Всеволода Баженова, Якова Бесперстова, Николая Буранова, Ивана Варичева, Анатолия Васильева, Ростислава Вовкушевского, Николая Галахова, Якова Голубева, Владимира Горба, Татьяны Горб, Александра Гуляева, Вячеслава Загонека, Сергея Захарова, Рубена Захарьяна, Елены Ивановой-Эберлинг, Михаила Канеева, Марии Клещар-Самохваловой, Михаила Козелла, Энгельса Козлова, Виктора Коровина, Елены Костенко, Николая Кострова, Анны Костровой, Бориса Котика, Геворка Котьянца, Владимира Кранца, Ивана Лавского, Сергея Ласточкина, Ефима Ляцкого, Дмитрия Маевского, Владимира Максимихина, Бориса Малуева, Гавриила Малыша, Бориса Манакова, Никиты Медовикова, Николая Мухо, Михаила Натаревича, Владимира Овчинникова, Сергея Осипова, Льва Орехова, Виктора Отиева, Юрия Павлова, Сергея Петрова, Марии Рудницкой, Ивана Савенко, Владимира Саксона, Александра Семёнова, Арсения Семёнова, Владимира Скрябина, Елены Скуинь, Александра Столбова, Германа Татаринова, Николая Тимкова, Михаила Труфанова, Юрия Тулина, Владимира Френца, Сергея Фролова, Бориса Шаманова, Александра Шмидта, Лазаря Язгура и других художников города. К выставке был подготовлен подробный каталог работ[2].

- В залах Ленинградского отделения Союза художников РСФСР открылась выставка произведений художника и педагога Самуила Невельштейна[3].

- В Музее Высшего художественно-промышленного училища имени В. И. Мухиной открылась выставка художника и педагога Ивана Степашкина[4].

- В Доме писателей имени В. В. Маяковского открылась выставка произведений Александра Самохвалова[5].

## Деятели искусства

### Скончались
- 19 января — Владимир Серов, живописец, график и педагог, народный художник СССР, действительный член Академии художеств СССР, дважды лауреат Сталинской премии, первый секретарь правления Союза художников РСФСР (1960—1968), президент Академии художеств СССР в 1962—1968 годах (род. в 1910).
- 21 февраля — Павел Кузнецов, живописец и педагог, заслуженный деятель искусств РСФСР (род. в 1878).
- 6 сентября — Николай Акимов, театральный художник, режиссёр и педагог, народный артист СССР, свыше 30 лет возглавлявший Ленинградский театр комедии (род. в 1901).
- 12 октября — Николай Рутковский, живописец, театральный художник и педагог (род. в 1892).
- 26 ноября — Виктор Иванов, художник-график, заслуженный деятель искусств РСФСР, лауреат двух Сталинских премий (род. в 1909).

Полная дата неизвестна
- Пётр Покаржевский, живописец и педагог (род. в 1889).